# Gianni De Luca
Fortunato De Luca dit Gianni (né le 27 janvier 1927 à Gagliato et mort le 6 juin 1991  à Rome) est un auteur italien de bande dessinée. Créateur du commissaire Spada (Il commissario Spada, 1969-1982) avec le scénariste Gianluigi Gonano, Gianni De Luca est également célèbre pour ses adaptations de Shakespeare du milieu des années 1970, où il multiplie les innovations graphiques.

## Publications en français
- Klap (dessin), avec Helpé (scénario), Hachette :

1. Tout éclate à Klap, 1967.
2. Quatre attaques à Klap, 1967.

- Hamlet (scénario de Barbare Graille d'après William Shakespeare), Les Humanoïdes associés, coll. « Noire », 1980.
- Roméo et Juliette (d'après William Shakespeare), Les Humanoïdes associés, coll. « Noire », 1981.
- Velthur le pacifique (scénario de Pierre Mérou). Ciné Color, Bonne Presse, 1959. Paru dans Bayard en 1958.

## Prix
- 1971 :  Prix Yellow-Kid du dessinateur italien